# Scelio nigricornis
Scelio nigricornis är en stekelart som beskrevs av Alan Parkhurst Dodd 1913. Scelio nigricornis ingår i släktet Scelio och familjen Scelionidae. Inga underarter finns listade i Catalogue of Life.